# Tevita Tatafu (rugby à XV, 1996)
Pour les articles homonymes, voir Tatafu.
Ne doit pas être confondu avec Tevita Tatafu (rugby à XV, 2002).

a Compétitions nationales et continentales officielles uniquement.

b Matchs officiels uniquement.
Dernière mise à jour le 29 juin 2024.
Tevita Tatafu (テビタ・タタフ), né le 2 janvier 1996 aux Samoa américaines, est un joueur international japonais de rugby à XV d'origine tongienne, évoluant au poste de troisième ligne centre avec l'Union Bordeaux Bègles en Top 14.

## Biographie
Tevita Tatafu naît aux Samoa américaines de parents tongiens,. Il retourne ensuite vivre dans son pays d'origine à l'âge de 8 ans.
Il émigre au Japon à l'âge de quinze ans afin de suivre ses études au lycée de Meguro, avant de rejoindre l'université Tōkai en 2015.

## Carrière

### En club
Tevita Tatafu commence à jouer au rugby aux Tonga, avant de poursuivre au Japon avec l'équipe du lycée de Meguro, avec qui il dispute le tournoi national lycéen. Il rejoint en 2015 l'université Tōkai, où il évolue en championnat japonais universitaire avec le club universitaire jusqu'en 2019, évoluant aux côtés d'Ataata Moeakiola. Il est finaliste de la compétition en 2015 et 2016.
En 2019, il rejoint le club des Suntory Sungoliath (futurs Tokyo Sungoliath) situé à Fuchū et qui évolue en Top League,. Il est finaliste du championnat en 2021 et 2022.
En 2023, il s'engage pour deux saisons avec le club français de l'Union Bordeaux Bègles, évoluant en Top 14,. Le 28 juin 2024, il est titulaire en finale du Top 14 face au Stade toulousain, où son équipe s'incline sur le large score de 59 à 3.

### En équipe nationale
Tevita Tatafu représente l'équipe du Japon des moins de 18 ans en 2013.
En 2015, il joue avec l'équipe des Junior Japan (sélection nationale réserve japonaise) en 2015, à l'occasion du Pacific Challenge. Il joue cette compétition jusqu'en 2018,.
Toujours en 2015, il est sélectionné avec la sélection japonaise des moins de 20 ans pour disputer le championnat du monde junior. Lors de la compétition, il dispute cinq matchs et marque deux essais. 
En mars 2016, il est sélectionné pour la première fois avec l'équipe du Japon dans le cadre du championnat d'Asie. Il obtient sa première cape internationale le 30 avril 2016 à l’occasion d’un test-match contre l'équipe de Corée du Sud à Kanagawa-ku. Il connaît deux autres sélections lors de la compétition.
Plus tard en 2016, il est à nouveau sélectionné avec les moins de 20 ans pour disputer le championnat du monde junior, où il se fait particulièrement remarquer en inscrivant quatre essais en cinq rencontres,.
En avril 2021, après cinq années d'absence en sélection, il profite de sa bonne forme en club pour être rappelé en sélection nationale par Jamie Joseph, afin de préparer le test-match contre les Lions britanniques et irlandais,. Il dispute la rencontre comme remplaçant, et se fait remarquer par sa puissance physique lors de son entrée en jeu,.
Il manque la Coupe du monde 2023 à cause d'une blessure à la main.

## Palmarès

### En club
- Finaliste du championnat japonais en 2021 et 2022 avec les Tokyo Sungoliath.
- Finaliste du championnat japonais universitaire en 2015 et 2016 avec l'université Tōkai.
- Finaliste du Championnat de France de première division en 2024 avec l'Union Bordeaux Bègles.

### En équipe nationale
- Vainqueur du championnat d'Asie en 2016.

## Statistiques
- 14 sélections depuis 2016.
- 20 points (4 essais).